# Karina Pankievich
Karina Pankevich é uma ativista uruguaia pelos direitos trans, presidente da Associação Uruguaia de Transgêneros (ATRU e coordenadora de uma rede de grupos que lutam pelos direitos dos transgêneros no Uruguai e em outros países da América do Sul.

## Biografia
Karina Pankevich aos 13 anos se mudou para Montevidéu, onde aos 15 começou a trabalhar na indústria do sexo. Durante os anos de ditadura militar no Uruguai, ela foi forçada a emigrar do país para o Brasil e a Argentina.
Em 1985, ela voltou ao Uruguai e, juntamente com outras pessoas trans, ingressou no movimento de direitos LGBT. No mesmo ano, com sua assistência, foi fundada a Associação Uruguaia de Transgêneros (ATRU), cujo objetivo era apoiar e mobilizar ativistas na luta por seus direitos. Posteriormente, a ATRU tornou-se uma rede de grupos que lutam pelos direitos dos transgêneros, não apenas no Uruguai, mas também em outros países da América do Sul.
Um dos sucessos mais marcantes de Karina Pankevich foi a marcha pela diversidade da comunidade LGBT no Uruguai. A primeira marcha ocorreu em 1992 e contou com a participação de vários ativistas.
Em setembro de 2019, 130.000 pessoas participaram de uma marcha em Montevidéu.
Em 2016, com a assistência do líder da ATRU, foi realizado o primeiro censo de pessoas trans no Uruguai e, como resultado, foram registradas 872 pessoas trans no país. Depois disso, foi adotada no Uruguai a Lei das Pessoas Trans, que concede o direito à cirurgia de reatribuição de sexo, que será paga pelo Estado, além de terapia hormonal. A facção conservadora do parlamento uruguaio iniciou um referendo para revogar esta lei. Graças ao trabalho de campanha da ATRU, menos de 10% dos eleitores compareceram ao referendo, para que o referendo fosse reconhecido como legítimo, pelo menos 25% dos eleitores precisavam participar.

## Atividades sociais
Karina Pankevich realiza seminários em vários programas de saúde para pessoas infectadas com o vírus HIV-AIDS, e também é a coordenadora no cone sul da RedLacTrans (Rede de Pessoas Trans da América Latina e do Caribe).

## Prêmios e reconhecimentos
Em dezembro de 2019, Karina Pankevich foi reconhecida como cidadã honorária de Montevidéu pelos muitos anos de trabalho para proteger os direitos das pessoas LGBT no Uruguai. Ela se tornou a primeira pessoa trans a receber esse título.